# Лагунов, Фёдор Иванович
Фёдор Иванович Лагунов (8 февраля 1915, Москва — 30.11.1987) — начальник связи эскадрильи 34-го гвардейского бомбардировочного авиационного полка 276-й гвардейской бомбардировочной авиационной дивизии 1-й воздушной армии 3-го Белорусского фронта, гвардии старшина — на момент представления к награждению орденом Славы 1-й степени.

## Биография
Родился 8 февраля 1915 года в городе Москве в семье служащего. Окончил 7 классов. Работал машинистом на прядильной фабрике в городе Меленки Владимирской области.
В Красной армии с 1937 года. Участник советско-финляндской войны 1939—1940 годов.
На фронте в Великую Отечественную войну с 1941 года. В 1941 году стал членом ВКП/КПСС. Воевал в небе Ленинграда, Прибалтики, Восточной Пруссии.
Воздушный стрелок-радист 34-го гвардейского бомбардировочного авиационного полка гвардии старшина Фёдор Лагунов в воздушном бою 26 июля 1944 года над станцией Тапа сбил истребитель противника.
Приказом по 276-й гвардейской бомбардировочной авиационной дивизии от 11 августа 1944 года за мужество и отвагу, проявленные в боях, гвардии старшина Лагунов Фёдор Иванович награждён орденом Славы 3-й степени.
В составе 34-го гвардейского бомбардировочного авиационного полка Фёдор Лагунов 24-25 марта 1945 года при бомбардировке города Хайлигенбайль обеспечил непрерывную связь с группой самолётов в воздухе и с командным пунктом полка.
При бомбёжке были выведены из строя железнодорожный мост, шесть вагонов, 43 автомашины противника.
Приказом по 1-й воздушной армии от 19 апреля 1945 года за мужество и отвагу, проявленные в боях, гвардии старшина Лагунов Фёдор Иванович награждён орденом Славы 2-й степени.
Начальник связи эскадрильи 34-го гвардейского бомбардировочного авиационного полка Фёдор Лагунов 12 апреля 1945 года участвовал в бомбардировке противника в составе группы самолётов в районе Гросс-Блюменау. В результате были разрушены несколько складов и поражены цели ряда опорных пунктов противника.
При бомбардировке 24 апреля 1945 года в районе города Пиллау были уничтожены две зенитных батареи, пять железнодорожных вагонов, десять автомашин, большое количество живой силы противника, повреждён пирс, разрушен участок железнодорожного полотна.
Указом Президиума Верховного Совета СССР от 15 мая 1946 года за образцовое выполнение заданий командования в боях с немецко-вражескими захватчиками гвардии старшина Лагунов Фёдор Иванович награждён орденом Славы 1-й степени, став полным кавалером ордена Славы.
За годы войны лётчика Ф. И. Лагунова шесть раз сбивали, четыре раза его жена получала извещение о его гибели.
После войны некоторое время продолжал службу в Военно-воздушных силах СССР. С 1948 года гвардии младший лейтенант Ф. И. Лагунов в запасе. Жил в городе-герое Керчь. Работал на судостроительном заводе. Скончался 30 ноября 1987 года.
Награждён двумя орденами Красного Знамени, двумя орденами Отечественной войны 1-й степени, орденами Славы 1-й, 2-й и 3-й степени, медалями.